# Hjortemaden
Hjortemaden är en sjö i Vara kommun i Västergötland och ingår i Göta älvs huvudavrinningsområde. Sjön ligger i skogen en dryg kilometer nordöst om Ulvstorp.